# 1703
| [ Edytuj tabelę ]              | |
| Król Polski                    | - 1696 August II Mocny 1706 |
| Współksiążęta Andory           | - 1695 Julià Cano i Thebar 1714 - 1643 Ludwik XIV 1715 |
| Król Anglii i Szkocji          | - 1702 Anna Stuart 1707 |
| Elektor Bawarii                | - 1679 Maksymilian II Emanuel 1726 |
| Sułtan Brunei                  | - 1690 Nassaruddin 1705 |
| Cesarz Chin                    | - 1661 Kangxi 1722 |
| Król Czech                     | - 1657 Leopold I Habsburg 1705 |
| Król Danii                     | - 1699 Fryderyk IV 1730 |
| Dalajlama                      | - 1683 Cangjang Gjaco 1706 |
| Cesarz Etiopii                 | - 1682 Ijasu Wielki 1706 |
| Król Francji                   | - 1643 Ludwik XIV 1715 |
| Król Hiszpanii                 | - 1700 Filip V 1724 |
| Landgraf Hesji-Kassel          | - 1670 Karol I Heski 1730 |
| Stadhouder Holandii            | - 1702 drugi okres bez stadhoudera 1747 |
| Szach Iranu                    | - 1694 Sultan Husajn 1722 |
| Państwo Wielkich Mogołów       | - 1658 Aurangzeb Alamgir I 1707 |
| Król Irlandii                  | - 1702 Anna Stuart 1714 |
| Cesarz Japonii                 | - 1687 Higashiyama 1709 |
| Kalif                          | - 1695 Mustafa II 1703 - 1703 Ahmed III 1736 |
| Patriarcha Konstantynopola     | - 1702 Gabriel III 1707 |
| Władca Korei                   | - 1674 Sukjong 1720 |
| Książę Kurlandii i Semigalii   | - 1698 Fryderyk Wilhelm Kettler 1711 |
| Książę Liechtensteinu          | - 1699 Jan Adam I 1712 |
| Sułtan Maroka                  | - 1672 Maulaj Isma’il 1727 |
| Książę Monako                  | - 1701 Antoni I 1731 |
| Król Nawarry                   | - 1643 Ludwik XIV 1710 |
| Król Norwegii                  | - 1699 Fryderyk IV 1730 |
| Sułtan Omanu                   | - 1692 Sajf I ibn Sultan 1711 |
| Elektor Palatynatu             | - 1690 Jan Wilhelm 1716 |
| Papież                         | - 1700 Klemens XI 1721 |
| Książę Parmy i Piacenzy        | - 1694 Franciszek 1727 |
| Król Portugalii                | - 1683 Piotr II 1706 |
| Król w Prusach                 | - 1701 Fryderyk I 1713 |
| Car Rosji                      | - 1682 Piotr I Wielki 1725 |
| Cesarz Rzymski (niemiecki)     | - 1658 Leopold I Habsburg 1705 |
| Kapitanowie Regenci San Marino | - 1702 Giovanni Antonio Belluzzi Gaspare Calbini 1703 - 1703 Bernardino Leonardelli Giovanni Antonio Fattori 1703 - 1703 Onofrio Onofri Baldassarre Tini 1704 |
| Elektor Saksonii               | - 1694 Fryderyk August I (król Polski) 1733 |
| Król Szwecji                   | - 1697 Karol XII 1718 |
| Król Tajlandii                 | - 1688 Phet Racha 1703 - 1703 Luang Sorasak 1709 |
| Sułtan Turków                  | - 1695 Mustafa II 1703 - 1703 Ahmed III 1730 |
| Doża Wenecji                   | - 1700 Alvise Mocenigo 1709 |
| Król Węgier                    | - 1655 Leopold I 1705 |

Rok 1703 / MDCCIII
stulecia: XVII wiek ~
XVIII wiek ~
XIX wiek

lata: 1693 «
1698 «
1699 «
1700 «
1701 «
1702 «
1703
» 1704
» 1705
» 1706
» 1707
» 1708
» 1713

## Wydarzenia w Polsce
- 2 maja – III wojna północna: zdecydowane zwycięstwo Szwedów nad wojskami saskimi w bitwie pod Pułtuskiem.
- 26 maja – III wojna północna: wojska szwedzkie rozpoczęły oblężenie Torunia.
- 20 czerwca – sejm w Lublinie.
- 16 września – III wojna północna: zdobycie Poznania przez wojska szwedzkie.
- 14 października – III wojna północna: upadek Torunia.

- Szwedzkie wojsko nadzorowało przebieg Konfederacji w Środzie.

## Wydarzenia na świecie
- 4 lutego – 47 samurajów popełniło seppuku.
- 21 kwietnia – w Edynburgu powstała straż pożarna – Company of Quenching of Fire.
- 30 kwietnia – z Anglii wypłynęła piracka wyprawa pod dowództwem Williama Dampiera, której celem było łupienie francuskich i hiszpańskich okrętów u wybrzeży Chile. Członkiem załogi jednego z okrętów był Alexander Selkirk, pierwowzór Robinsona Crusoe.
- 18 maja – Kolonia zajęta przez wojska angielsko-holenderskie.
- 26 maja – Portugalia dołączyła do wielkiego antyfrancuskiego sojuszu.
- 27 maja:
  - początek budowy Petersburga – u ujścia Newy cesarz Piotr I rozpoczął budowę Twierdzy Pietropawłowskiej – pierwszego obiektu w nowej stolicy.
  - Klaudiusz Poullart des Places założył Zgromadzenie Ducha Świętego.
- 16 czerwca – na Węgrzech wybuchło antyhabsburskie powstanie Rakoczego.
- 29–31 lipca – angielski pisarz Daniel Defoe został zamknięty w gąsior za wywrotową publikację – broszury pt. The Shortest Way with Dissenters (Najlepszy sposób na odszczepieńców) będącej satyrą polityczną na torysowskich hierarchów z anglikańskiego Kościoła Wysokiego; zgromadzony lud rzucał jednakże w przykutego pisarza – zamiast zwyczajowych kamieni, nieczystości i innych przedmiotów – kwiaty.
- 8 sierpnia – ukazało się pierwsze wydanie austriackiego dziennika Wiener Zeitung.
- 20 września – wojna o sukcesję hiszpańską: bitwa pod Höchstädt an der Donau; zginęło w niej 1000 Francuzów i 11 000 Austriaków.
- 12 października – arcyksiążę Karol (późniejszy cesarz Karol VI Habsburg) proklamowany w Wiedniu królem Hiszpanii Carlosem III.
- 15 listopada – wojna o sukcesję hiszpańską: zwycięstwo Francuzów nad wojskami Hesji-Kassel i Palatynatu w bitwie pod Spirą.
- 24 listopada-4 grudnia – wielki sztorm u wybrzeży Wielkiej Brytanii. Bristol i Londyn zostały uszkodzone przez huragan. Zginęło ok. 8000 ludzi. Royal Navy utraciła 13 okrętów.
- 27 grudnia – zawarto traktat Methuena, brytyjsko-portugalskie porozumienie handlowe.
- 31 grudnia – około 10 tys. osób zginęło w wyniku trzęsienia ziemi z epicentrum w okolicy Edo (dawna nazwa Tokio).

- Do Londynu przybył George Psalmanazar.
- Nowy podatek we Francji zwany centième dernier.
- Książę Sabaudii Wiktor Amadeusz II zdradził francuskiego sojusznika i poparł Austrię.
- Franciszek II Rakoczy uciekł z austriackiego więzienia i przejął dowodzenie nad powstaniem na Węgrzech.
- Żydowski bankier dworu wiedeńskiego Samuel Openheimer ogłosił niewypłacalność. Odtąd państwu kredytu udzielał jego kolega po fachu Samuel Wertheimer. Hrabia Gundaker Thomas Starhemberg przejął całość polityki finansowej cesarstwa.
- Otwarto kawiarnię „Café Tomaselli” w Salzburgu.
- Wprowadzenie akcyzy Generalkonsumakzise w Saksonii.
- Początek dziennikarstwa w Rosji – pierwsza gazeta.
- Bunt janczarów w Turcji; nowym sułtanem został Ahmed III.

## Urodzili się
- 23 czerwca – Maria Leszczyńska, córka Stanisława Leszczyńskiego, królowa Francji, żona Ludwika XV (zm. 1768)
- 15 sierpnia - Hieronim Wielogłowski, polski duchowny katolicki, biskup pomocniczy przemyski (zm. 1767)
- 5 października – Jonathan Edwards, amerykański filozof, misjonarz, teolog protestancki (zm. 1758)
- 1 listopada - Władysław Aleksander Łubieński, polski duchowny katolicki, arcybiskup gnieźnieński i prymas Polski (zm. 1767)

## Zmarli
- 3 marca – Robert Hooke, fizyk, biolog i astronom angielski (ur. 1635)
- 4 czerwca – Philis de La Charce, francuska bohaterka narodowa Delfinatu (ur. 1645)
- 28 grudnia – Mustafa II, z dynastii Osmanów, sułtan turecki (ur. 1664)
- Człowiek w żelaznej masce

## Święta ruchome
- Tłusty czwartek: 15 lutego
- Ostatki: 20 lutego
- Popielec: 21 lutego
- Niedziela Palmowa: 1 kwietnia
- Wielki Czwartek: 5 kwietnia
- Wielki Piątek: 6 kwietnia
- Wielka Sobota: 7 kwietnia
- Wielkanoc: 8 kwietnia
- Poniedziałek Wielkanocny: 9 kwietnia
- Wniebowstąpienie Pańskie: 17 maja
- Zesłanie Ducha Świętego: 27 maja
- Boże Ciało: 7 czerwca